# Abderramão de Marrocos
Abderramão, Abederramão, Abderramane ou Abederramane (em árabe: عبد الرحمان; romaniz.: Abd ar-Rahman; 1778/1779 - Mequinez, 28 de agosto de 1859) nascido Abderramão ibne Hixeme, Hixame ou Híxem (em árabe:  بن هشام; romaniz.: Abd ar-Rahman ibn Hixam; 1778/1779 - 1859), foi mulei (em árabe: مولاي; romaniz.: mulay) e sultão do Marrocos entre 1822 e 1859.

## Vida
Abderramão nasceu em 1778/1779. Sucedeu Solimão (r. 1792–1822) no trono sem problemas e logo se tornou apto edificador de obras públicas e administrador. Sua autoridade foi constantemente ameaçada por tribos e notáveis dissentes e suprimiu revoltas em 1824, 1828, 1831, 1843, 1849 e 1853. Além disso, teve que enfrentar ataques externos. Em represália ao apoio sultanal à pirataria, os ingleses bloquearam Tânger e os austríacos bombardearam Arzila, Larache e Tetuão; em 1851, Salé também foi atacada.
O sultão apoiou Abdalcáder, líder da resistência argelina contra a França, empurrando o Marrocos numa guerra desastrosa em 1844 que findou no Tratado de Tânger no qual foi obrigado a aceitar a posição da França na Argélia. Apesar disso, também assinou vários tratados comerciais com as potências europeias e assegurou a independência marroquina.